# ناویدورف-پلاتندورف
ناویدورف-پلاتندورف (به آلمانی: Neudorf-Platendorf) یک منطقهٔ مسکونی در آلمان است که در زاسنبورگ واقع شده‌است. ناویدورف-پلاتندورف ۲٬۷۶۰ نفر جمعیت دارد.